# 本人確認
本人確認（ほんにんかくにん）とは、行政庁等に対し公文書の申請や公的機関などで手続きをする際、及び犯罪収益移転防止法における特定事業者と取引をする際に、当該行政庁等、公的機関及び特定事業者が、相手方が本人であることに間違いがないことを確認することをいう。

## 本人確認が必要なケース
本人確認が必要とされるケースとして、以下のような例がある。
当初は本人確認が不要であったか、または簡易な手続きのみ（公文書を提示せず、自己申告で住所・氏名など最低限の個人情報を記入させるなど）で済ませ、提供されていたサービスが多く見られたが、次第に詐欺などの犯罪行為へ悪用されるケースが増えてきたため、後から本人確認を導入し、また犯罪収益移転防止法などの法律で義務づけるケースさえ出てきた。
このケースから、セキュリティや危機管理上、およびなりすまし防止のため、本人確認の重要性が改めて認識される様になった。
- プリペイド式携帯電話

サービスが開始されたばかりの当初は、本人確認が不要で気軽に購入できたことから、誘拐や特殊詐欺、闇金融（090金融）などの犯罪で、悪用される事件が多発するようになったため、後手で携帯電話不正利用防止法で身分証明書の提示を要求するようになった。
本人確認を導入する前に購入された端末が大量に転売され、依然犯罪行為への悪用が続いている。
- 金融機関で口座を開設する場合

近年多発しているワンクリック詐欺や特殊詐欺などにより架空口座の横行が問題となっているため、それらの防止を強化する観点から、金融機関の口座を開設する際に本人確認が必要になり、より厳密な条件で運用されるようになっている。
- インターネットオークション

ヤフオク（旧称：Yahoo! オークション）のサービス開始時においても、本人確認を行わず、かつ無料でユーザ登録や出品も可能であったことから、オークション詐欺が多発した。
そのため、Yahoo! JAPAN は本人確認の導入を余儀なくされ、基本的な対策が後手に回る結果となり、さらにヤフーは全てのサービスが有料化された。
- コンサートやライブ

インターネットオークションやダフ屋などでの転売防止対策の為に、会場への入場時に行われる。主に、チケット券面記載の氏名と身分証明書の氏名が一致するかチェックされる。入場に時間がかかる大規模な会場では、全員では無くランダムで行われることもある。

## 本人確認の手段

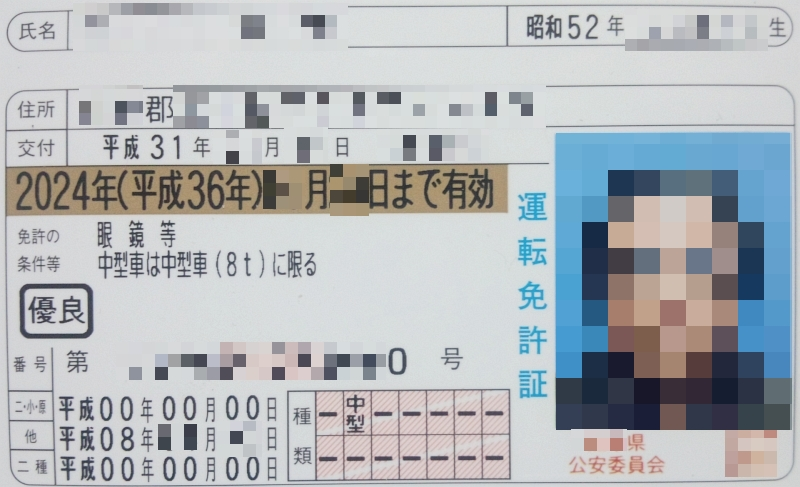
本人確認で特に多用される運転免許証。
氏名・生年月日・本籍・住所・顔写真がプリントされている。

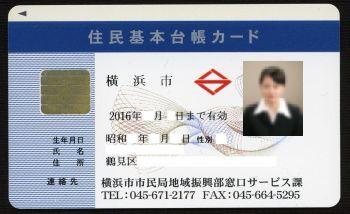
住民基本台帳カード（写真付きのもの）。写真無しのものは、氏名以外の個人情報記載がないため、本人確認書類としては利用できないことが多い。

一般的には国籍（外国人の場合）・現住所・氏名・生年月日（年齢）など、必要最低限な個人情報を確認できる公文書を要し、主に以下のような公文書が用いられる。
- 住民票
- 戸籍謄本
- 運転免許証
- 日本国旅券（パスポート）
- 個人番号カード
- 住民基本台帳カード（写真付きのもの）
- 在留カード（外国人の場合）
- 健康保険証
- 障害者手帳
  - 身体障害者手帳
  - 療育手帳
  - 精神障害者保健福祉手帳
- 学生証
- 印鑑証明書
- 宅地建物取引士証
- 無線従事者免許証
- その他の公文書（原則は原本だがインターネット関係の業者と、利用者との本人確認により、複写が利用できる場合がある）

## 問題点
ひとたび成人すれば、本人確認で用いる公文書や、宅地建物取引士証のような国家資格の証明書などを所持する機会も多くなるが、児童の場合、本人確認に用いる公文書を所持するのが困難（無資格では住民票や個人番号カードや国民健康保険証やパスポートくらいしか所持できない）、年齢の上限に関わる申請が困難となることもあるため、その場合は保護者が代理となる形で申請しなければならなくなることもある。なお、一般に、生徒証・学生証は、国公立学校発行のものであっても、それのみでは本人確認に用いることができない。
契約相手によっては生徒証•学生証を有効な本人確認書類として認めなかったり、生徒証•学生証で本人確認を行う場合には、生徒証•学生証＋発行から3か月以内の領収印が押印されている（クレジットカード払いの領収書は不可）公共料金の領収書（公共料金の領収書のうち、ガス料金の領収書は、都市ガスのみ有効とし、プロパンガス、新電力の領収書は不可である）発行から3か月以内の住民票または印鑑証明書、発行から1ヶ月以内の消印が入っている本人宛郵便物のいずれかの補助書類（補助書類はいずれも原本とし、コピー不可である）の提出が必要なる場合がある。